# كريستين نونان
كريستين نونان (بالإنجليزية: Christine Noonan)‏ هي ممثلة بريطانية، ولدت في 8 مارس 1945 في ستيبني في المملكة المتحدة، وتوفيت في 2003 في المملكة المتحدة بسبب سرطان.

## وصلات خارجية
- كريستين نونان على موقع IMDb (الإنجليزية)
- كريستين نونان على موقع روتن توميتوز (الإنجليزية)
- كريستين نونان على موقع ألو سيني (الفرنسية)
- كريستين نونان على موقع أول موفي (الإنجليزية)
- كريستين نونان على موقع قاعدة بيانات الأفلام السويدية (السويدية)
- كريستين نونان على موقع قاعدة بيانات الفيلم (الإنجليزية)
- كريستين نونان على موقع كينوبويسك (الروسية)